# Щеглов, Сергей Игоревич
Серге́й И́горевич Щегло́в (8 июня 1965, Пермь — 17 октября 2021, Пермь) — российский писатель-фантаст, инженер-конструктор и программист.

## Биография

### Происхождение
Родился в городе Перми, в семье служащих. С детства увлекался астрономией, шахматами и математикой. В 1988 году окончил Пермский политехнический институт. Работал инженером-конструктором, программистом, специалистом по инвестициям и стройматериалам, коммерческим директором. В качестве своих хобби называет философию, экономику, литературу.

### Творчество
В 1982 году Сергей Щеглов пришёл в пермский клуб любителей фантастики «Рифей». Публиковаться начал с середины 80-х годов — в уральских сборниках серии «Поиск» выходили его повести и рассказы. В начале 90-х годов отдельной книгой была издана повесть Сергея Щеглова «Замок», а в 1998 году опубликовал первый роман «Пангийского цикла» — «Часовой Армагеддона».
Среди читателей получил особую известность благодаря произведениям «Пангийского цикла», в которых главная роль принадлежит могущественному колдуну, бывшему скромному бухгалтеру Валентину Шеллеру.
Скончался 17 октября 2021 года в Перми.

### Список произведений
Будни Звёздной России
1. Тень Спрута (2003)
2. Идентификация Спрута (2005)

Пангийский цикл
1. Часовой Армагеддона (1998)
2. Разводящий Апокалипсиса (2001)
3. Начальник Судного Дня (2002)
4. Банной горы Хозяин (2009)

Жертвы звёздного храма
1. Звёздные братья
2. Пламя мести

PRO власть
1. Совм. с Хазиным М. Л. Лестница в небо. Диалоги о власти, карьере и мировой элите. — М.: Рипол-классик, 2016. — 624 с. — (PRO власть). — 4,000 экз. — ISBN 978-5-386-09312-9.

Вне серий
- Разговор (1983)
- Пролёт
- Игра без шансов на победу (1984)
- Полёт над бездной (1986)
- Прибытие из… (1986)
- Восход на Аиде (1990)
- Замок (1991)
- Дипломат особого назначения (2000)